# Saint-Samson, Mayenne
 Saint-Samson  là một xã của tỉnh Mayenne, thuộc vùng Pays de la Loire, tây bắc nước Pháp.